# Pieni Lehtosaari (ö i Norra Savolax, Norra Savolax)
Pieni Lehtosaari är en ö i Finland. Den ligger i sjön Nilakka och i kommunen Pielavesi i den ekonomiska regionen  Övre Savolax ekonomiska region  och landskapet Norra Savolax, i den centrala delen av landet, 300 km norr om huvudstaden Helsingfors. Öns area är 3,3 hektar och dess största längd är 310 meter i sydöst-nordvästlig riktning.